# Chirone
Chirone (in greco antico: Χείρων?, Chéirōn) è un personaggio della mitologia greca, centauro, figlio di Crono e dell'oceanina Filira.

## Genealogia
Sposo della ninfa Cariclo divenne padre di Ociroe che visse sul Monte Pelio.
Dal monte prendono il nome le ninfe Pelionidi che sono attribuite a Cariclo ed a Chirone.
Fu anche padre di Endeide, Melanippe (più conosciuta come Ippe) e di Caristo.

## Mitologia
Poiché nacque da Filira e da Crono che per conquistarla si trasformò in un cavallo, Chirone è un essere immortale ed è metà uomo e metà cavallo.
Esperto nelle arti, nelle scienze e in medicina, è considerato il più saggio e benevolo dei centauri. Ebbe per allievi numerosi eroi: Aiace, Achille, Aristeo, Asclepio, Atteone, Ceneo, Enea, Eracle, Fenice, Giasone, Oileo, Palamede, Patroclo, Peleo, Telamone, Teseo e secondo alcune leggende anche Dioniso.

## Chirone e Achille

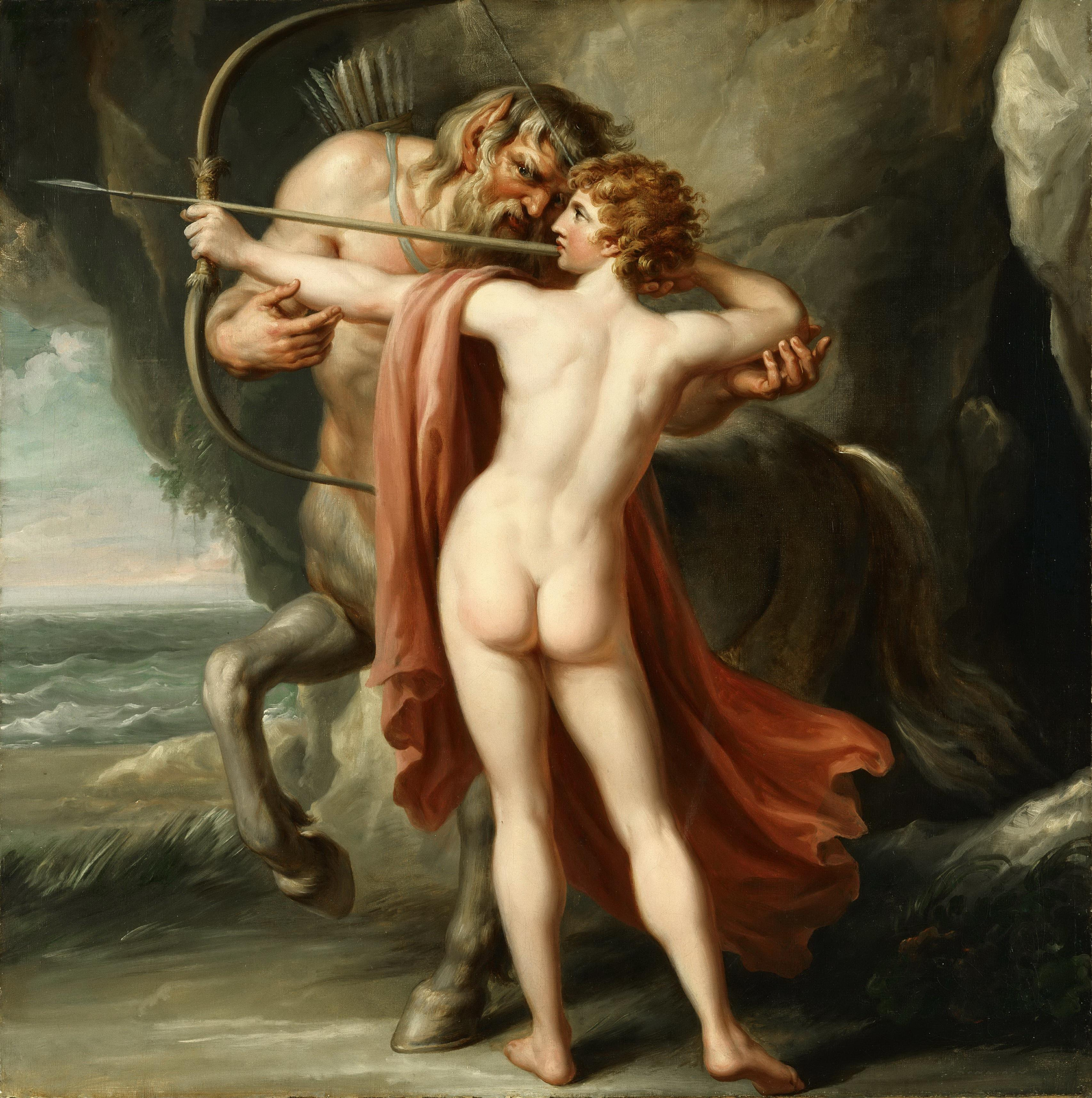
Chirone istruisce Achille nell'uso dell'arco di Giovanni Battista Cipriani (1776 ca.; Filadelfia, Philadelphia Museum of Art).

Chirone, in quanto medico, fu chiamato a curare Achille quando quest'ultimo, a seguito delle magie praticate da sua madre Teti per renderlo immortale, ebbe la caviglia ustionata. Chirone gliela sostituì con quella di un gigante morto, Damiso, particolarmente dotato nella corsa (ciò avrebbe reso Achille pie' veloce).
Al rientro verso casa si smarrì, ma la via di casa gli fu indicata dall'aquila dei venti mandatagli da Zeus.

## Fine di Chirone
Essendo Eracle venuto a contrasto con i Centauri, ne uccise alcuni ed i superstiti si rifugiarono presso la grotta dove viveva Chirone, che peraltro era amico dell'eroe. Nel corso della battaglia una freccia, scagliata da Eracle, colpì al ginocchio Chirone. Questa ferita, causata da una freccia avvelenata, non poteva guarire ma nemmeno poteva portare a morte Chirone, nato immortale, cosicché gli causava indicibili sofferenze che lo portarono alla disperazione più cupa.
Desiderando la morte, Chirone riuscì ad ottenerla scambiando la sua immortalità con Prometeo che era diventato mortale per i suoi contrasti con Zeus. Il padre degli Dei, al quale il centauro era particolarmente caro, lo volle comunque vicino a sé nel cielo, dando origine alla costellazione del Centauro.

## Caratteristiche

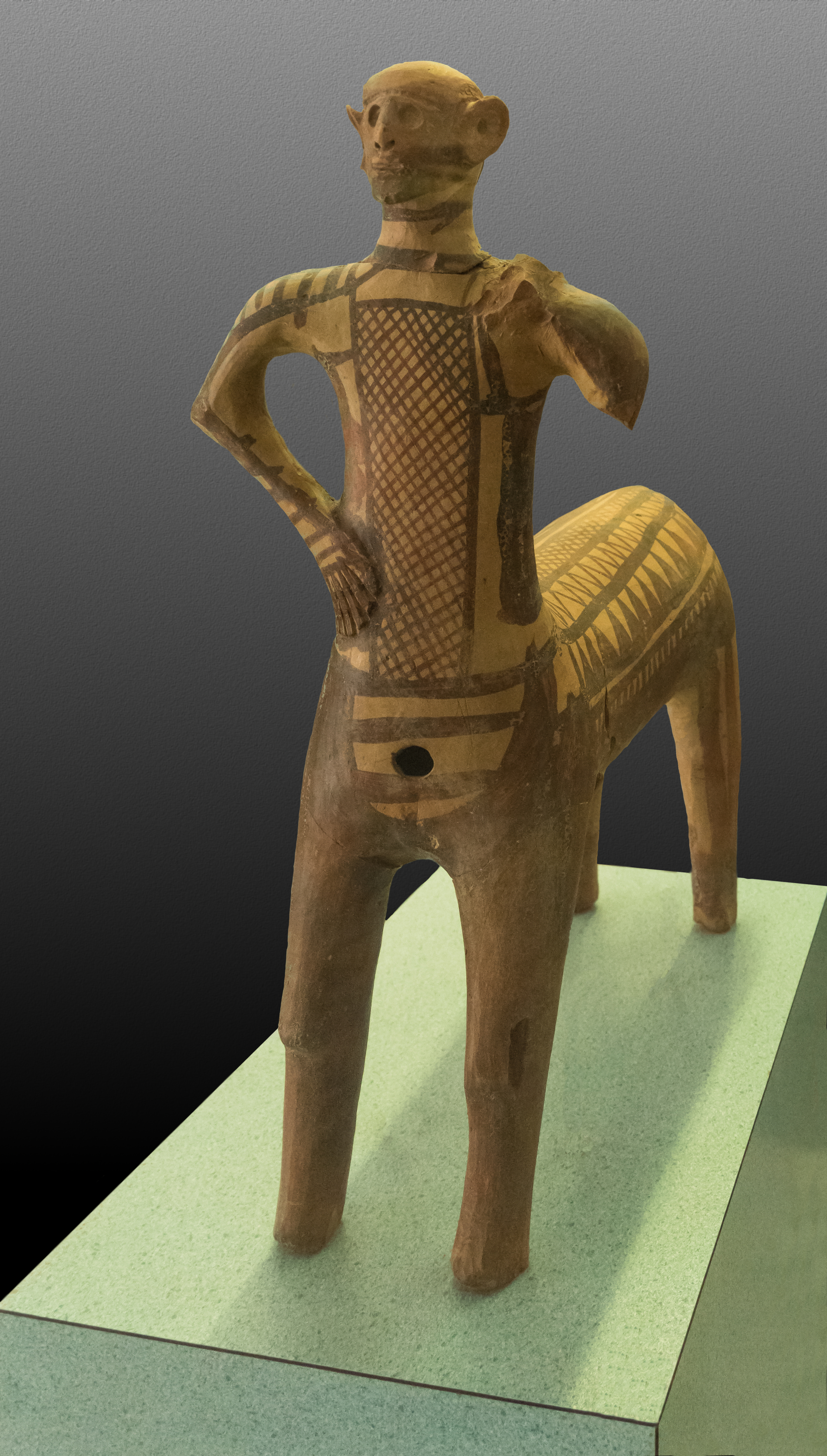
Figurina d'argilla, probabilmente rappresentata Chirone, rinvenuta a Lefkandi sull'isola di EUBEA, ca. 900 a.C.

A differenza degli altri centauri, che come i satiri erano ignoranti e dediti alla violenza, Chirone si distingueva per la grande bontà d'animo, per la saggezza, per la conoscenza delle scienze, in particolare quella medica. Fu pertanto considerato il capostipite di quella scienza in quanto maestro di colui che la mitologia greca considerava il dio della medicina Asclepio.
Chirone è anche considerato precursore della scienza erboristica, in quanto lo storico tedesco Giustino Febrònio (pseudonimo di Johann Nikolaus von Hontheim) racconta che egli aveva, nel territorio di Collepardo, il suo "Orto del Centauro".
Secondo alcuni autori antichi, egli fu anche astrologo; sulla medesima scia, Isaac Newton lo considera un "astronomo pratico" e, attraverso un'audace interpretazione di un passo degli Stromateis di Clemente Alessandrino, lo individua come uno dei primi a delineare le costellazioni in Grecia.

## Nella cultura di massa
- Chirone viene citato nella Divina Commedia (canto XII dell'Inferno) di Dante Alighieri.
- Anche Niccolò Machiavelli menziona la figura di Chirone ne Il Principe. Ne sottolinea la natura al contempo umana e bestiale, sostenendo che il buon principe debba fare affidamento su entrambi questi aspetti della personalità umana, nessuno dei quali è di per sé sufficiente.
- Johann Wolfgang Goethe lo inserisce nell'atto secondo del Faust Secondo. Dialogherà con lo stesso Dottor Faust a partire dal verso 7331 e lo condurrà da Manto. Viene rappresentato come una figura estremamente positiva in quanto modello di modestia e grandezza morale, cavalcato dai più splendidi eroi dell'antichità.
- Chirone appare nel videogioco gioco Age of Mythology, come protagonista di supporto nella campagna.
- Chirone è protagonista nel romanzo Aktaion Onder de stelle dello scrittore olandese Simon Vestdijk.
- Il romanzo Il Centauro di John Updike Chirone è raffigurato come l'insegnante George Caldwell che è completamente inadatto a insegnare in un ambiente moderno.
- Nelle serie fantasy Percy Jackson e gli dei dell'Olimpo (prima apparizione in: The Lightning Thief) ed Eroi dell'Olimpo di Rick Riordan, Chirone è l'insegnante principale dei protagonisti al Campo Mezzosangue.
- Chirone è un personaggio principale nella serie TV Young Hercules interpretato da Nathaniel Lees. In questa versione è un direttore di un'accademia dove si trovano Ercole, Iolao e Giasone.
- Nel romanzo fantasy La storia infinita, il nome del personaggio Cairone si rifà a quello di Chirone: sono entrambi centauri e saggi medici.
- Chirone è protagonista, insieme a Ermete, di un racconto breve in forma dialogica intitolato Le cavalle, quarto nei Dialoghi con Leucò di Cesare Pavese.
- Chirone appare come servitore di classe arciere nel videogioco per smartphone Fate/Grand Order e nella serie animata Fate/Apocrypha.
- Chirone appare in uno scenario di Titan Quest: parlando con lui partirà una missione secondaria, il recupero del suo arco; portandola a termine, il giocatore sarà ricompensato con un bonus.